# 노손
노손(盧遜, ? ~ 263년)은 나관중의 《삼국지연의》에만 등장하는 가공 인물로, 남정관(南鄭關)을 지키던 촉나라의 장수이다.
263년, 위나라의 장수 종회(鍾會)가 남정관으로 쳐들어 오자, 제갈량(諸葛亮)이 개발한 제갈노(諸葛弩)와 복병을 이용하여 위나라의 선봉 허의(許儀)를 쫓아냈다.
종회가 친히 공격해 오자 화살비를 쏟아부었고, 종회가 퇴각하자 병사를 거느리고 추격하였다. 종회가 다리를 건너다 다리가 무너져 말이 빠지고 홀로 달아나자 쫓아가 찌르려 했으나, 순개(荀愷)가 쏜 활에 전사하였다. 한편, 이 사건에 머리끌까지 화가 난 종회는 노손이 사살되자마자 바로 허의를 잡아다 참수형에 처했다.